# Villa Los Aromos (telenovela)
Villa Los Aromos es una telenovela chilena producida y transmitida por Televisión Nacional de Chile durante el segundo semestre de 1981. Escrita por Álvaro Fontana, con la dirección general de Claudio Guzmán, bajo la producción ejecutiva de Sonia Fuchs.
Protagonizada por Arnaldo Berríos, Mario Montilles y Luz Jiménez, con las participaciones de los jóvenes actores de ese entonces; Soledad Alonso, María Izquierdo, Óscar Olavarría, Marcela Medel, Willy Semler, Roberto Poblete y Teresita Reyes. Con la actuación especial del músico y compositor Francisco Flores del Campo.
Es la primera telenovela a color producida íntegramente por la naciente Área Dramática de TVN con Sonia Fuchs a la cabeza del área. Esta vez, el canal estatal optó por desarrollar ficción propia desligándose de la productora de contenidos Protab. Esta telenovela fue un intento de TVN de contrarrestar el fenómeno de La madrastra en Canal 13. Para ello, se importó desde Estados Unidos al director chileno Claudio Guzmán, famoso por dirigir la serie Mi bella genio.

## Argumento
En la "Villa Los Aromos" vive la familia Del Río, compuesta por Rubén (Arnaldo Berríos), un exitoso hombre, pero que guarda muy bien un secreto, que tan solo el abuelo Juvenal (Mario Montilles) y la cocinera Raquel (Luz Jiménez), saben cuál es.
Valeria (Alejandra Elsesser), la hija mayor de Rubén, en una tertulia celebrada el año anterior conoce a Pierre (Federico García), un joven diplomático francés que le jura amor eterno, pero después se va a Europa. Valeria, tras un tiempo descubre que está embarazada, y que el hijo es de Pierre. Pero este en una carta le escribe diciéndole que se casó en París. Valeria decide ocultar su embarazo, para que su padre no se decepcione de ella.
También está Karina (María Izquierdo), su segunda hija, tímida y manejable, le gusta lo simple, sin estar interesada aún en el amor. Luego conoce a Avelino Mellado (Willy Semler), ingeniero que llega a la villa por trabajo, y el amor nace inmediatamente.
A Mónica (Soledad Alonso), la menor, le gusta la vida plena y llena de momentos felices, es una chica que convierte en realidad sus sueños. Pero conoce a Patricio (Juan Cristóbal Meza), amigo y compañero de su primo Sergio (Roberto Poblete), ambos estudiantes egresados de Medicina y que llegan a vivir a la villa en espera de comenzar su práctica profesional como futuros médicos. Mónica y Patricio se enamoran.
Sergio, por su parte, se envuelve románticamente con Angélica (Rosita Nicolet), luego con Mabel (Ana María Ortiz), hasta darse cuenta de que en realidad está enamorado de la hija de Raquel, la joven Laura (Marcela Medel), quien ha estado enamorada de Sergio desde la niñez.
Humberto (Óscar Olavarría), hijo mayor de Raquel y hermano de Laura, se enamora de Valeria y ambos se comprometen en matrimonio, pero el regreso de Pierre -ahora viudo- frustra los planes y Humberto comienza a acercarse a Karina, quien está secretamente enamorada de él.
Otro personaje importante es Víctor de La Fuente (José Soza), el administrador de Rubén, que al descubrir el secreto, lo comienza a extorsionar, amenazándolo, de lo cual el abuelo Juvenal y Raquel tampoco están exentos.

## Elenco
- Arnaldo Berríos como Rubén del Río / Rubén Retamal.
- Mario Montilles como Juvenal del Campo.
- Luz Jiménez como Raquel Muñoz.
- Soledad Alonso como Mónica del Río.
- María Izquierdo como Karina del Río.
- Alejandra Elsesser como Valeria del Río.
- Óscar Olavarría como Humberto Muñoz.
- Marcela Medel como Laura Muñoz.
- Jorge Álvarez como Remigio Osorio.
- Francisco Flores del Campo como Florentino Flores.
- José Soza como Víctor de la Fuente.
- Willy Semler como Avelino Mellado.
- Teresita Reyes como Zenobia Sanjurjo.
- Roberto Poblete como Sergio Retamal.
- Rosita Nicolet como Angélica Solari.
- Juan Cristóbal Meza como Patricio Morales.
- Alberto Chacón como Marcelo "Ñañaja".
- Federico García como Radomiro.
- Óscar Castro como Pierre.
- Ana María Ortiz como Mabel.
- Augusto de Villa como Cara de manta.
- María Angélica Vallejos como Isidora del Campo.
- Mireya Véliz como Herminia "Nina" del Río.
- Mario Manríquez como Alfonso Correa Velásquez.
- Jorge Gajardo como Carmelo Mandujano.
- Omar López como Doctor.
- Greta Nilsson como Testigo de asalto a Humberto.
- Víctor Mix como Persona con quien Remigio conversa en el mercado.
- María Teresa Lértora como Auxiliar de enfermería.
- Paulina Hunt como Genoveva, enfermera de la Asistencia Pública.
- Sergio Madrid como Periodista.
- Sergio Mera como Ginecólogo que examina a Valeria.
- Adrián Roca como Encargado de Informaciones en Asistencia Pública.
- Eduardo Soto como Técnico que realiza la instalación de la radio en la villa.

## Equipo de producción
- Productora ejecutiva: Sonia Fuchs
- Director: Claudio Guzmán
- Guion: Álvaro Fontana
- Autor(es): Flora Hernández / Tito Palacios / Reineres Sanhueza
- Jefa de producción: Pilar Reynaldos
- Director de escenas: Ricardo Vicuña / Carmen Álvarez
- Jefe de escenografía: Pedro Miranda
- Jefe(s): de ambientación: Josefina Prieto / Sergio Zapata
- Jefe de peinados: Patricio Araya
- Jefe de maquillaje: Jorge Hidalgo
- Jefe de vestuario: Marco Correa
- Jefe de iluminación: Miguel Yunusic
- Jefe de audio: Jorge Valdés
- Jefe de vídeo: Oriel Zepeda
- Jefe de edición: Víctor Osorio
- Compositor musical: Francisco Flores del Campo
- Supervisor técnico: Raúl Venegas
- Camarógrafo(s): Sergio San Martín / Manuel Urrutia / Leonardo Vera / Raúl Leal

## Competencia
- Casagrande de Canal 13